# 寶蘭無鬚魮
寶蘭無鬚魮（学名：Puntius baoulan）是輻鰭魚綱鯉形目鯉科的其中一個種，被IUCN列為極危保育類動物，分布於亞洲菲律賓民答那峨島拉瑙湖流域，為特有種，本魚體白黃色﹐腹側灰白，側面與背面呈金黃色，頭頂呈黑色，所有的鰭都呈灰白色，體長可達10.8厘米，棲息在中底層水域。

## 外部連結
- 寶蘭無鬚魮的圖片 （页面存档备份，存于）